# Płacz

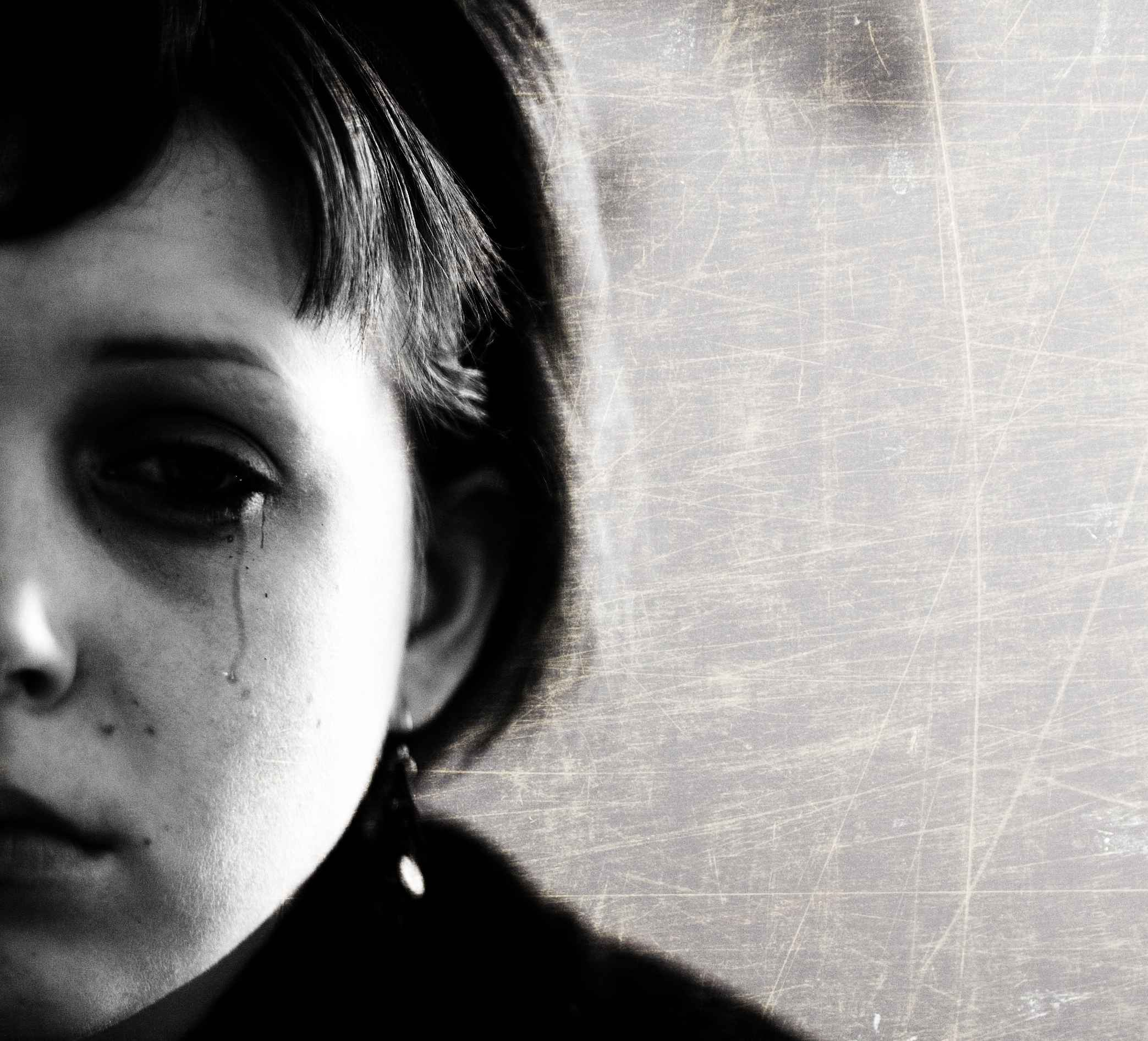
Płacz jest często jedną z reakcji wywołaną przez smutek

Płacz – stan emocjonalny, będący reakcją na strach, ból, smutek, żal lub złość. Objawami płaczu są łzawienie, szlochanie i łkanie.
Płacz jest także jednym z wokalizatorów, jakie towarzyszą nam w trakcie konwersacji z drugą osobą.
Płacz może być związany z pozytywnym, głębokim, wewnętrznym przeżyciem, któremu towarzyszą tzw. łzy szczęścia. Są to często sytuacje podniosłe, szczęśliwe lub radosne. Niektóre osoby reagują płaczem na „piękno”, gdy słyszą wspaniałą emocjonalną muzykę lub podziwiają piękny widok.